# Прогулянка серед могил
«Прогулянка серед могил» (англ. A Walk Among the Tombstones) — американський кримінальний бойовик режисера і сценариста Скотта Френка, що вийшов 2014 року. У головних ролях Ліам Нісон, Ден Стівенс. Стрічка знята на основі однойменного роману Лоуренса Блока.
Продюсерами були Тобін Армбруст, Денні ДеВіто та інші. Вперше фільм продемонстрували 19 вересня 2014 року в Італії та ряді інших країн. В Україні прем'єра фільму запланована на 16 жовтня 2014 року.

## Сюжет
Колишній поліцейський Лос-Анджелеса, а тепер приватний детектив Метью Скаддер отримав від місцевого наркобарона Кенні Крісто завдання з'ясувати, хто вбив його дружину.

## У ролях
| Актор                | Персонаж                            | Роль                                      |
| -------------------- | ----------------------------------- | ----------------------------------------- |
| Ліам Нісон           | Метью Скаддер англ. Matthew Scudder | приватний детектив, колишній поліцейський |
| Ден Стівенс          | Кенні Крісто англ. Kenny Kristo     | наркоторговець                            |
| Бойд Голбрук         | Пітер Крісто англ. Peter Kristo     |                                           |
| Марк Консуелос       | Рубен Кінтана англ. Reuben Quintana |                                           |
| Девід Гарбор         | Рей англ. Ray                       |                                           |
| Себастьян Роше       | Юрій Ландау англ. Yuri Landau       |                                           |
| Лаура Бірн           | Лейла Андресен англ. Leila Andresen |                                           |
| Даніель Роуз Расселл | Люсія Ландау англ. Lucia Landaun    |                                           |

## Сприйняття

### Критика
Фільм отримав змішано-позитивні відгуки: Rotten Tomatoes дав оцінку 65 % на основі 95 відгуків від критиків (середня оцінка 6/10) і 65 % від глядачів із середньою оцінкою 3,5/5 (17,043 голоси). Загалом на сайті фільми має позитивний рейтинг, фільму зарахований «стиглий помідор» від кінокритиків і «попкорн» від глядачів, Internet Movie Database — 7,1/10 (1 887 голосів), Metacritic — 57/100 (36 відгуків критиків) і 5,1/10 від глядачів (11 голосів). Загалом на цьому ресурсі від критиків і від глядачів фільм отримав змішані відгуки.

### Касові збори
Під час показу у США, що розпочався 19 вересня 2014 року, протягом першого тижня фільм був показаний у 2,712 кінотеатрах і зібрав 13,126,000 $, що на той час дозволило йому зайняти 2 місце серед усіх прем'єр. Станом на 21 вересня 2014 рокупоказ фільму триває 3 дні (0,4 тижня) при бюджеті 28 млн $.

### Виноски
1. 1 2  A Walk Among the Tombstones: Release Info (англ.). Internet Movie Database. Процитовано 21 вересня 2014.
2. 1 2  Прогулянка серед могил. Kino-teatr.ua. Процитовано 21 вересня 2014.
3. 1 2 3  A Walk Among the Tombstones (англ.). The Numbers. Процитовано 21 вересня 2014.
4. 1 2  A Walk Among the Tombstones (англ.). Box Office Mojo. Процитовано 21 вересня 2014.
5. 1 2  A Walk Among the Tombstones (англ.). Internet Movie Database. Процитовано 21 вересня 2014.
6. ↑  A Walk Among the Tombstones (англ.). AllMovie. Процитовано 21 вересня 2014.
7. 1 2 3  A Walk Among the Tombstones: Full Cast & Crew (англ.). Internet Movie Database. Процитовано 21 вересня 2014.
8. ↑  A Walk Among the Tombstones (англ.). Rotten Tomatoes. Процитовано 21 вересня 2014.
9. ↑  A Walk Among the Tombstones (англ.). Metacritic. Процитовано 21 вересня 2014.